# Олорус
Олорус або Олорос (дав.-гр. Ὄλορος, англ. Olorus) — Тракійський король, на його доньці Гегесипілі в кінці VI століття до н.е. одружився Мільтіад Молодший. Батько засновника Одриської держави Тереса I.

## Життєпис
Батьком давньоелінського історика Фукідіда. Цікаво, що його матір звали Елісипила, що є тракійським ім'ям. Вважається, що цей Тракійський король правив близько 516 – 514 років до нашої ери. Він надзвичайно войовничий правитель, а також хороший дипломат. Відомий афінський політичний діяч Мільтіад Молодший, ступивши на Фракійський Херсонес (нині Галліпольський півострів) і почавши там правити спільно з тракійцями, одружився з донькою Олоруса Гегесипілою. Це династичний шлюб, після якого одриси прийняли Афіни в союзники. Болгарський вчений К. Порожанов зазначив, що укладену угоду слід розглядати як перший офіційний договір між Афінами та тракійцями про поділ сфер впливу.
Весілля відбулося між 510 і 506 роками до н. е., пізніше коли Мільтіад, діями навів на себе гнів Перського імператора Дарія I, він був уже змушений залишити Херсонес.
Під час походу Дарія I проти скіфів Олорус підтримував дипломатичні відносини з персами і згодом став їхнім союзником. Ці відносини з персами й афінянами показують, що Олорус був гнучким політиком і міг лавірувати між інтересами елінів і персів.
Згадується також, що існує династистичний зв'язок між Олорусом та королем Тракії Сіталком. 